# Brachyiulus latesquamosus
Brachyiulus latesquamosus är en mångfotingart som beskrevs av Carl Graf Attems 1903. Brachyiulus latesquamosus ingår i släktet Brachyiulus och familjen kejsardubbelfotingar. Inga underarter finns listade i Catalogue of Life.